# Richelieu (pomme)
 (octobre 2011).
Si vous disposez d'ouvrages ou d'articles de référence ou si vous connaissez des sites web de qualité traitant du thème abordé ici, merci de compléter l'article en donnant les références utiles à sa vérifiabilité et en les liant à la section « Notes et références ».
Richelieu est le nom d'un cultivar de pommier domestique.

## Origine
Cultivar résultant de recherches par Agriculture and Agro-alimentaire Canada, Saint-Jean-sur-Richelieu, PQ, 1983. Introduite en 1990.

## Parenté
- Croisement : Ottawa-521 x Ottawa-541.
- Grands-parents : Melba, McIntosh…

## Culture
Variété très résistante aux races communes de tavelure du pommier.